# Inazuma Eleven: Heroes' Victory Road
Inazuma Eleven: Heroes' Victory Road es un próximo videojuego de rol deportivo desarrollado y publicado por Level-5. Su lanzamiento está previsto para PlayStation 5, PlayStation 4, Windows (Steam), Nintendo Switch, Nintendo Switch 2 y Xbox Series X|S en el 13 de noviembre de 2025 en Japón. La historia se centra en Unmei Sasanami (Destin Billows), un estudiante del instituto Nagumohara (South Cirrus) que recuperará su pasión por el fútbol gracias a sus compañeros, mientras mantendrán una rivalidad con el instituto Raimon y Haru Endo (Harper Evans), hijo del protagonista de las primeras entregas, Mamoru Endo (Mark Evans).
Como parte de la serie Inazuma Eleven, se anunció bajo el nombre de Inazuma Eleven Ares en 2016 y se proyectó su lanzamiento en 2018 para PlayStation 4, Switch, iOS y Android antes de retrasarse hasta después de mayo de 2019. Tras numerosos aplazamientos y cambios de nombre, Heroes' Victory Road se anunció para 2024 junto a una primera demo en Nintendo Switch el 28 de marzo de ese mismo año. El 24 de septiembre de 2024, Level-5 retrasó su lanzamiento a junio de 2025. El 11 de abril de 2025, la fecha se trasladó al 22 de agosto (JP) del mismo año y se confirmó que también estaría disponible para Xbox Series X|S y Nintendo Switch 2. El 18 de julio su salida se retrasó una vez más al 13 de noviembre de 2025.
Una serie de anime destinada originalmente a estar vinculada con la trama del juego, Inazuma Eleven: Ares, se retransmitió en Japón en 2018.

## Temas musicales
- Egao ga Goal! (笑顔がゴール！)

Canción temática de T-Pistonz. La letra fue escrita por Tōru Yamazaki y Shinji Takagi, la música fue compuesta por Tōru Yamazaki y S.KAWAI, y el arreglo fue realizado por S.KAWAI. T-Pistonz escribió 10 canciones y Hino señaló varias veces que “algo no estaba del todo bien”, pero de todos modos la canción se completó. Según Hino, fue extremadamente exigente con la canción porque no quería que fuera inferior a sus canciones anteriores.
- Sekai ni Kizame! Inazuma Māku (世界に刻め！イナズママーク)

Canción temática para la versión de prueba beta, también interpretada por T-Pistonz. La letra y la música fueron escritas por Tōru Yamazaki, y el arreglo fue de S.KAWAI.
- Yūsha no Tamashii (勇者の魂)

Tema principal de la película Inazuma Eleven: Aratanaru Eiyū-tachi no Joshō (劇場版 イナズマイレブン 新たなる英雄たちの序章) interpretado por T-Pistonz.

## Película
La película Inazuma Eleven: Aratanaru Eiyū-tachi no Joshō (劇場版 イナズマイレブン 新たなる英雄たちの序章); Un prologo de la historia del futuro videojuego Inazuma Eleven: Heroes' Victory Road. Se estrenó el 27 de diciembre de 2024 en Aeon Cinema, junto con la película Eiga Inazuma Eleven Sōshūhen: Densetsu no Kickoff (映画 イナズマイレブン総集編 伝説のキックオフ); Una película recopilatoria centrada en los partidos de Inazuma Eleven Football Frontier, formando parte del proyecto Inazuma Eleven Movie 2025.